# Головін В'ячеслав Володимирович
В'ячеслав Володимирович Головін (22 лютого 1953, Євпаторія, Кримська область, РРФСР, СРСР — 6 березня 2023) — український радянський футболіст, центральний захисник.

## Спортивна кар'єра
Народився і виріс в Євпаторії. Брав участь у всесоюзних змаганнях клубу «Шкіряний м'яч». Після восьмого класу переїхав до Києва, поступив до транспортно-будівельного технікуму. У цей час був зарахований до спортивної школи олімпійського резерву «Юний динамівець» (тренер — Анатолій Молотай).
По два рази здобував перемоги в першості СРСР: у складі юнацької команди і команди дублерів київського «Динамо». За основний склад зіграв один матч, у чемпіонаті проти алма-атинського «Кайрата»: в середині другого тайму замінив Леоніда Буряка.
У міжсезоння до Києва з «Шахтаря» перейшов Анатолій Коньков, а в зворотньому напрямку — поїхав В'ячеслав Головін. Для молодого гравця, це було чудовою можливістю набратися досвіду і відшліфувати свою майстерність, безпосередньо в іграх вищої ліги. У перші півроку періодично грав за основу «гірників», але через непорозуміння з ветеранами команди, був переведений до команди дублерів.
1977 року захищав кольори запорізького «Металурга», відразу став гравцем основного складу. Своєю грою привернув увагу Анатолія Зубрицького, старшого тренера «Чорноморця». Надійшла пропозиція переїхати до Одеси, але керівники запорізького клубу було категорично проти його переходу. Лише після втручання федерації, Головін став гравцем одеського клубу. Протягом трьох сезонів був найстабільнішим гравцем колективу, пропустив лише чотири лігових матчі. Захищав кольори другої збірної СРСР, був одним з кандидатів до олімпійської команди.
Негаразди розпочалися у сезоні-1980. Спочатку було запрошення від московського «Спартака», але там пропонували гірші житлові умови: двокімнатна квартира у Москві проти трьохкімнатної в Одесі. В'ячеслав Головін відмовився від цієї пропозиції, але незабаром Валерій Лобановський покликав колишнього вихованця повернутися до «Динамо». «Спартак» не бажав підсилення основного конкурента і поскаржився до федерації, Головін був змушений повернутися до Одеси.
1981 року команда грала нестабільно і опустилася у другу половину турнірної таблиці. Головіна звинувачували в порушеннях спортивного режиму і участі в «договірному матчі». Того року, керівництво радянського спорту показово покарало 30 спортсменів. Головін, «… за порушення морально-спортивних норм поведінки і відмови від ведення боротьби», отримав довічну дискаліфікацію. На той час йому виповнилося 28 років. Всього у вищій лізі чемпіонату СРСР провів 126 ігор (у тому числі в «Чорноморці» — 117). До 41 року виступав на аматорському рівні, захищав кольори одеських колективів «Динамо», «Риболов», «Продмаш» та інші.